# Ṙobert K'očaryan
Robert Kocharyan (in armeno Ռոբերտ Քոչարյան?; Step'anakert, 31 agosto 1954) è un politico karabakho e armeno. Originario di quella regione è stato Primo ministro dall'agosto 1992 al dicembre 1994 e quindi, fino al 20 marzo 1997 ha ricoperto la carica di Presidente della Repubblica del Nagorno-Karabakh. Nel 1997 è Primo ministro dell'Armenia e dal 4 febbraio 1998 al 9 aprile 2008 diviene il secondo Presidente della Repubblica armena..
Kocharyan è stato eletto presidente dell'Armenia due volte, nel 1998 e nel 2003. Entrambe le elezioni presidenziali si sono svolte in due turni. Durante la maggior parte della sua presidenza, tra il 2001 e il 2007, l'economia armena è cresciuta in media del 12% all'anno, in gran parte a causa di un boom edilizio. Mentre i sostenitori di Kocharyan gli attribuiscono il merito di aver assicurato la crescita economica dell'Armenia durante la sua presidenza, i suoi critici lo accusano di aver promosso la corruzione e la creazione di un sistema oligarchico di governo in Armenia.
Il 26 luglio 2018 Kocharyan è stato incriminato in relazione alla repressione delle proteste per le elezioni presidenziali armene del 2008 nelle ultime settimane della sua presidenza, che ha provocato la morte di dieci persone. Il processo di Kocharyan è iniziato il 13 maggio 2019. Il processo si è concluso nel marzo 2021 dopo che la Corte costituzionale dell'Armenia ha dichiarato incostituzionale l'articolo del codice penale in base al quale Kocharyan era stato processato.
Kocharyan è tornato a partecipare attivamente alla politica armena dopo la seconda guerra del Nagorno-Karabakh nel 2020. Ha partecipato alle elezioni parlamentari armene del 2021 come capo dell'Alleanza armena con la Federazione rivoluzionaria armena e il partito Reborn Armenia, che si è classificato al secondo posto dopo il partito Contratto civile di Nikol Pashinyan ed è entrato in parlamento all'opposizione. 

## Biografia
Nato a Step'anakert, nell'Oblast' autonoma del Nagorno Karabakh, allora RSS Azera, dopo aver conseguito un grado di istruzione superiore prestò servizio nell'Armata Rossa tra il 1972 ed il 1974. Quindi conseguì la laurea al Politecnico di Erevan per poi fare ritorno nel Karabakh dove si impiegò come ingegnere elettrico in una fabbrica della capitale. negli anni ottanta fece parte di numerose commissioni municipali nonché di strutture nell'ambito del locale partito comunista.
Ha partecipato attivamente alla lotta di liberazione del Nagorno Karabakh ed è stato leader del movimento Miatsum che chiedeva l'unificazione dell'oblast' all'Armenia.
Durante la guerra è stato comandante militare.

## Vita privata

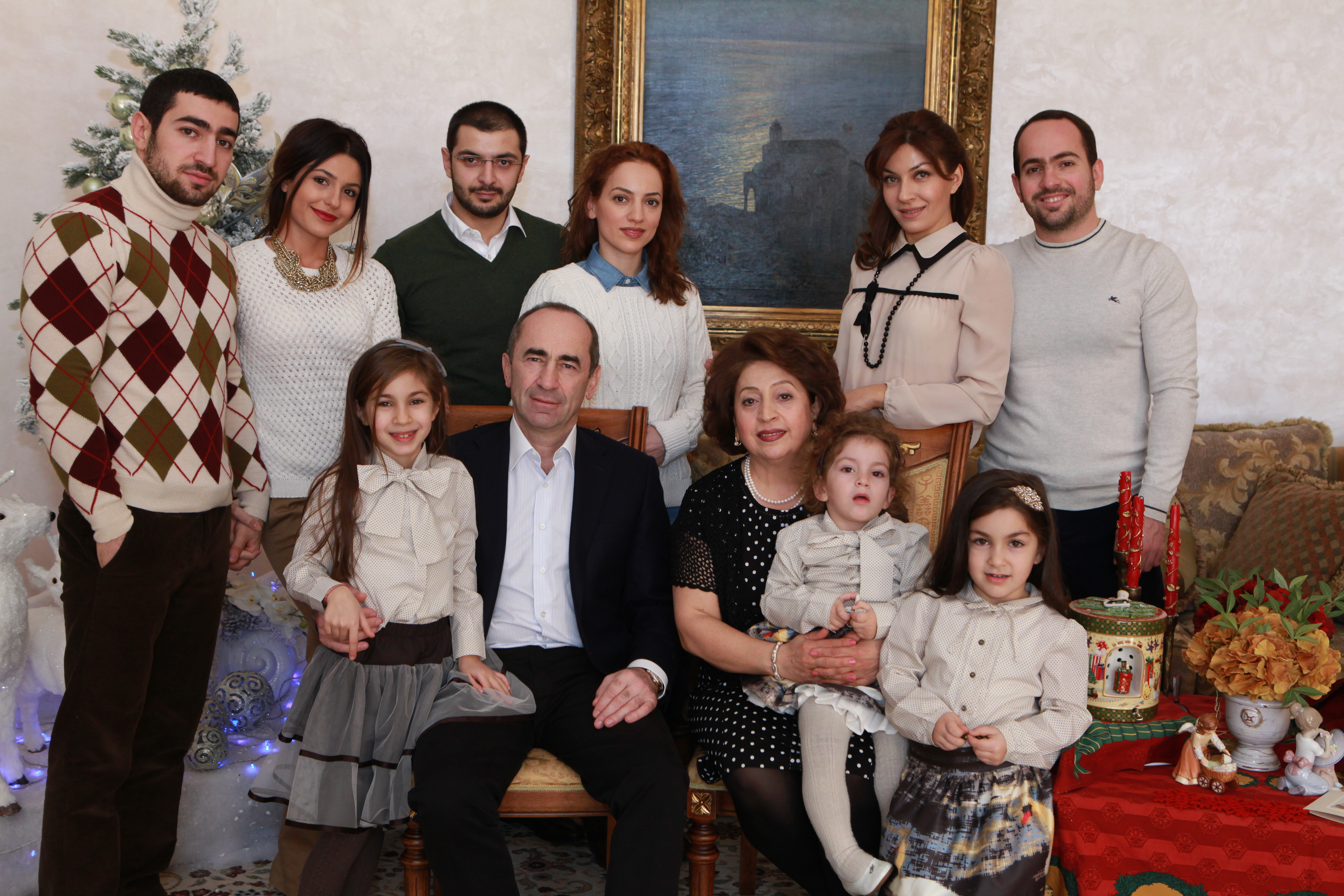
Robert Kocharyan con la sua famiglia nel 2013

Lui e sua moglie, Bella Kocharyan, hanno tre figli: Sedrak, Gayane e Levon, tutti nati a Stepanakert. Oltre alla sua lingua nativa, l'armeno, Kocharyan parla russo e inglese. Nelle sue memorie pubblicate nel 2020, ha ammesso di avere una scarsa padronanza dell'armeno standard, dicendo che "aveva difficoltà a scrivere e leggere in armeno". Attribuisce questo alla sua terra natale, il Karabakh, dove molti armeni locali parlano il dialetto locale del Karabakh o il russo come prima lingua. Sebbene sia stato battezzato nella Chiesa apostolica armena dall'arcivescovo Pargev Martirosyan nel 1996, ha dichiarato di non essere credente.